# Бреш (Ендр и Лоара)
Бреш (фр. Brèches) је насељено место у Француској у региону Центар, у департману Ендр и Лоара.
По подацима из 2011. године у општини је живело 289 становника, а густина насељености је износила 24,85 становника/km².

## Демографија
| 1962. | 1968. | 1975. | 1982. | 1990. | 2011. |
| ----- | ----- | ----- | ----- | ----- | ----- |
| 314   | 300   | 236   | 250   | 241   | 289   |